# Чемпіонат України з баскетболу 2005—2006: вища ліга
15-й чемпіонат України з баскетболу  у Вищій лізі   пройшов  з жовтня 2005-го по  травень 2006-го року.  Чемпіоном Вищої ліги став  БК Київ-2-КПІ  (Київ) .

### Підсумкова турнірна таблиця
| №  | Команда                         | В  | П  |
| -- | ------------------------------- | -- | -- |
| 1  | БК Київ-2-КПІ (Київ)            | 27 | 9  |
| 2  | Тернопіль (Тернопіль)           | 25 | 11 |
| 3  | Баско-Динамо (Вінниця)          | 24 | 12 |
| 4  | КТУ (Кривий Ріг)                | 24 | 12 |
| 5  | Коксохім-Сталь (Алчевськ)       | 16 | 20 |
| 6  | Ферро-ЗНТУ (Запоріжжя)          | 15 | 21 |
| 7  | Дніпро-2 (Дніпропетровськ)      | 14 | 22 |
| 8  | МНТУ (Київ)                     | 13 | 23 |
| 9  | Говерла (Івано-Франківськ)      | 11 | 25 |
| 10 | Університет ім. Даля (Луганськ) | 11 | 25 |

| №  | Команда                         | В  | П  |
| -- | ------------------------------- | -- | -- |
| 11 | Хімік-2 (Южне)                  | 15 | 5  |
| 12 | Орлан (Сімферополь)             | 12 | 8  |
| 13 | ЛегкПром (Київ)                 | 11 | 9  |
| 14 | Миколаїв-2 (Миколаїв)           | 11 | 9  |
| 15 | КДПУ Кривбасбаскет (Кривий Ріг) | 8  | 12 |
| 16 | НУВС (Харків)                   | 3  | 17 |

## Склади  команд

### БК Київ-2-КПІ (Київ)
Гуменюк Роман(219,5), Кітік Лев(216, БК Хімік-3), Ковальов Олег (200). В'ячеслав Кравцов(210), Ларін Євгеній(208), Лебедінцев Андрій(184), Лукашов Денис(185, БК Хімік-2), Новіков Андрій(196), Подолян Владислав(195), Полєжаєв Іван (201), Максим Пустозвонов(200, Університет Б.Ц.), Сліпенчук Артем(190), Цьопич Павло (180, Університет Б.Ц,), Швець Артем (200, СпортЛіцей), Щепкін Артем (185), Шестак Антон (204) .
Тренер:

### БК «Тернопіль-ТНЕУ» (Тернопіль)
Білоус Микола(191), Гелашвілі Гела(205), Довжук Олександр(196), Жарков Олексій (200), Задорожний Олександр(186), Кіба Сергій(197), Прутко Богдан(182), Рябінін Олексій(188), Рожков Антон(194), Овчаренко Олександр(197), Улітін Денис(192). 
Тренер:  Білоус Ігор.

### Баско-Динамо (Вінниця)
Алфьоров Сергій(188, Хімік-2), Бондаренко Євгеній (206), Дарсанія Леван(200), Денисюк Михайло(180), Здирка Микола (201), Квартич Ігор(192), Кукурудза Дмитро(200), Лісовський Віталій(189), Подоляко Дмитро(187), Тарасюк Андрій(189), Тороп Юрій(200), Януш Олександр(192), Яцик Денис (200).
Тренер:  Бєлобородов Сергій.

### КТУ(Кривий Ріг)
Білоусов Андрій(196), Букрєєв Олександр(198), Дзюбенко Сергій(199), Карась Володимир(201), Нетреба Сергій (190), Облотов Сергій(190), Пазенко Олександр(185), Савін Валерій(198), Ситник Максим(195), Тимкович Андрій(189).
Тренер:  Непийвода Василь .

### «Коксохім-Сталь» (Алчевськ)
Анохін Вячеслав(180), Ануфрієв Євген(202), Васильченко Ігор(198), Кашевський Іван(205), Киященко Сергій(194), Купліванчук Станіслав(196), Лисенко Юрій(195), Малахов Вячеслав(201), Просянников Андрій(185), Просянников Ігор(183), Тонкоус Євген(183), Яцик Денис(198). 
Тренер:  Безуглов Олександр.

### Ферро-ЗНТУ (Запоріжжя)
Білецький Єгор(193), Білецький Микита(194), Бутенко Володимир(185), Вікторов Кирило(185), Гузь Володимир(202), Дудник Юрій(187), Дупак Максим(192), Драгунов Євген(195), Жержерунов Максим(190), Змитрович Яків(202), Логвін Артем(185), Овдеєнко Станіслав(190), Попович Артем(191),  Снет Євген(192), Широбоков Сергій(185), Юрьєв Михайло(193).
Тренер:  Широбоков Олександр.

### Дніпро-2 (Дніпропетровськ)
Бахтін Євген(194), Буяков Євген(193), Ляшенко Михайло(207), Максимов Антон(190), Мунтян Олександр(195), Носенко Антон(190), Стадник Володимир(193), Стрипа Богдан(198).
Тренер:

### ДІТМ - МНТУ(Київ)
Гоцак Володимир(192), Гоцій Богдан(200), Житкевич Олексій(196,КНЕУ-2000), Каланча Олександр(196), Молчанов Олександр(195), Нескоромний Богдан(197), Почтар Дмитро(205), Сорока Павло(197,КНЕУ-2000), Торопенко Вадим(189), Харченко Павло(193), Цокол Іван(196), Черногор Антон(198).
Тренер:  Тульчинський Ростислав.

### Говерла (Івано-Франківськ)
Авдєєв Кирило(197), Булах Олександр(202), Дадикін Сергій(200), Когут Олег(185), Кравець Сергій(195), Макаров Юрій(177), Марковецький Володимир(207), Романків Юрій(196), Спиридонов  Денис(190), Степовий Олег(210), Федорчук Євген(200), Шиманський Дмитро(183), Шостуха Олександр(190).
Тренер:  Пелех Олег.

### Університет ім. Даля (Луганськ)
Васильченко Ігор(198, Коксохім-Сталь), Гончаров Олександр(201), Дробот Олександр (200), Корольов Вадим(195), Корсун Максим(188), Котляров Ілля(184), Лисицин Євген(198), Молоштан Дмитро(184), Погорелов Олег(201), Сажиєнко Валерій(194), Степаненко Андрій(198), Фірсов Денис (184), Хайло Павло(184), Шабадаш Тимур(196).
Тренер: Степаненко Олександр

### Орлан (Сімферополь)
Гаркуша Григорій(192), Гладир Сергій(193), Король Олександр(194), Коротков Ілля(197), Новіков Андрій(182), Норенко Вадим(203), Тонченко Владислав(185),   Шевченко Андрій(187).
Тренер:

### ЛегкПром - КНУТД(Київ)
Вівдич Анатолій(196), Гаркавенко Сергій(195), Ємець Олег(186), Корбут Олександр(200), Крилов Святослав(195), Махотка Сергій(200), Огоє Генрі(197), Палєєв Сергій(208), Скорик Сергій(180), Федун Дмитро(183), Шуравін Едуард(190).
Тренер:  Бусигін Андрій.

### МБК Миколаїв-2 (Миколаїв)
Бугасов Олег(198), Гладир Сергій(195),  Степанов Сергій(200), Тонченко Владислав(185), Шинкаренко Дмитро(198).
Тренер:

### КДПУ- Кривбасбаскет (Кривий Ріг)
Бичков Віталій(188), Бережной Артем(186), Борисов Андрій(197), Бородай Тарас(188), Бутов Костянтин(193), Зайцев Ігор(207), Мальчевський Віталій(201), Мішанський Олександр(202), Насеннік Іван(190), Насеннік Олексій(190), Снитко Сергій(188), Щанкін Максим(192).
Тренер:

### НУВС (Харків)
Грибиниченко Сергій(209), Гулеватий Вадим(200), Данилюк Юрій(192), Дяков Олександр(183), Жуков Олег(198), Жуков Станіслав(187), Клименко Іван(203), Матіїв Юрій(193), Оберемко Олександр(205), Пантюшенко Євген(180), Риляков Микола(190), Тарасов Сергій(200), Тулінов Михайло(197).
Тренер: